# حسين جاهد يالتشين
حسين جاهد يالتشين (7 كانون الأول 1874 - 18 تشرين الأول 1957) كان منظرًا وكاتبًا وسياسيًا تركيًا بارزًا. اشتهر بكونه صحفيًا معارضًا، حيث حُوكم وعُوقب بسبب أعمدته الصحفية السياسية. أصبحت منشوراته التي تدافع عن فكرة الأمة المتجانسة شائعة داخل لجنة الاتحاد والترقي.

## السيرة
ولد حسين جاهد عام 1874 في باليكسير . تخرج من مدرسة الوفاء الثانوية [الإنجليزية] بإسطنبول.
بدأ حياته الأدبية بكتابة القصص والروايات والقصائد النثرية. وكتب بعد ذلك عن الصحافة والنقد والترجمة. وكتب أيضًا قصائد ساخرة تحت الاسم المستعار "حمرا". وهو من أهم شخصيات الحركة الأدبية الجديدة. بعد العصر الدستوري الثاني ، ساعد توفيق فكرت وحسين كاظم في إصدار صحيفة تانين [الإنجليزية]، حيث تم إدخالها إلى الحياة السياسية. بدأ حياته السياسية وانضم إلى لجنة الاتحاد والترقي . انتُخب عضوًا في مجلس النواب العثماني (المجلس المبوسني) في عام 1908 وظل في منصبه حتى عام 1912. بين عامي 1908 و1911، كتب لمجلة تانين، حيث عارض النفوذ الألماني على الإمبراطورية العثمانية.

## دعم الإبادة الجماعية الأرمنية
في عام 1936، كتب يالتشين مقالًا يزعم فيه أن بهاء الدين شاكر (الذي يُعتبر عمومًا المهندس الرئيس للإبادة الجماعية الأرمنية) يجب تكريمه لدوره في إنشاء الدولة التركية.